# Plan de prévention du risque inondation
Ne doit pas être confondu avec Plan de prévention.

Plan de prévention des inondations

En France, un plan de prévention du risque inondation ou plan de prévention des risques d'inondation (« PPRI ») est un plan de prévention des risques spécifique aux inondations. Il émane de l'autorité publique. Il évalue les zones pouvant subir des inondations et y instaure des remèdes techniques, juridiques et humains pour y faire face.
C'est un document cartographique et réglementaire (après enquête publique et arrêté préfectoral). Il est stratégique pour l'aménagement de la commune sur laquelle il s'applique. Il définit les règles de constructibilité dans les différents secteurs susceptibles d'être inondés. La délimitation des zones est principalement basée sur les crues de référence, et c'est en ce sens que ces documents sont souvent remis en question, notamment prospectivement en raison du contexte de dérèglement climatique.

## Enjeux
En France en 2015, environ un habitant sur quatre et un emploi sur trois seraient directement concernés par le risque d’inondation. « En raison de l’augmentation de l’urbanisation, en particulier dans les vallées alluviales ou les marais arrières-littoraux, mais également à la suite des effets du changement climatique, la prévention des inondations est une préoccupation croissante de notre société. »
Malgré les plans de prévention, de nouvelles constructions se font en zone potentiellement inondables, et « 15 % de la population française (neuf millions de personnes) » vit « dans des secteurs qui, à plus ou moins long terme, seront touchées par une inondation d’intensité remarquable ».
La gestion des masses d’eau, des nappes phréatiques et des effets des pluies et inondations ne peut se faire à l’échelle des frontières administratives et la mise en réseau des bassins versants entre eux par de grands canaux implique que l’échelle du bassin versant n’est plus même suffisante. C’est pourquoi l’Europe a subsidiairement proposée une directive-cadre sur l'eau, puis une directive inondation à décliner dans chaque district hydrographique et stratégies locales de gestion du risque d’inondation.
En France, des « appels à projets » lancés par l’État permettent d’aider au financement de programmes d'action de prévention des inondations (PAPI). Ces derniers visent une gestion globale et équilibrée de la prévention du risque inondation s’appuyant sur l’environnement et des solutions « alternatives, notamment la valorisation des milieux humides qui participent à la gestion des inondations et valorisent aussi la biodiversité ».

## Historique
Depuis plusieurs siècles les lois ont encouragé le drainage, le comblement ou la poldérisation et la destruction des zones humides, puis du bocage (via les remembrements notamment) et favorisé un aménagement du territoire (agriculture intensive, imperméabilisation et artificialisation des sols…) qui a souvent aggravé le risque d'inondation, la puissance et la brutalité de la montée des eaux.
Une prise de conscience a peu à peu émergé et influencé le droit. Le décret du 15 août 1858, pris pour l'exécution de la loi du 28 mai 1858, réglemente les travaux de défense contre les inondations. Le décret du 20 octobre 1937 est relatif aux plans de surfaces submersibles. Ainsi des mesures d'évaluation, de prévention et parfois de compensation voire de réparation deviennent obligatoire dans certains contextes.
Le PPRI a été institué par les articles 40-1 à 40-7 de la loi no 87-565 du 22 juillet 1987 relative à l'organisation de la sécurité civile et à la prévention des risques majeurs. Le texte légal prévoyait alors la possibilité d'établir de tels PPRI par les communes ou les préfets. Ce texte a été modifié et complété par :
- la loi no 95-101 du 2 février 1995 relative au renforcement de la protection de l’environnement (dite « loi Barnier »)[5] : depuis cette date, chaque commune menacée par le risque inondation devrait être dotée d'un PPRI ; il s'agit d'une obligation légale. Depuis l'année 2001 ce texte est codifié dans le code de l'environnement[6] aux articles L562-1 à -9[7]
- le décret no 95-1089 du 5 octobre 1995[8] a complété cette loi. Il a modifié le code de l'urbanisme[9] et a également été intégré dans le Code de l'environnement aux articles R562-1 à -20[10].
- la loi no 2004-811 du 13 août 2004 concernant la modernisation de la sécurité civile.
- le décret no 2019-715 du 5 juillet 2019[11] créant notamment dans le code de l'environnement une sous section « Dispositions particulières relatives aux aléas débordement de cours d'eau et submersion marine »[12],[13],[14] (articles R562-11-1 à -9).

Les articles 56 à 59 de la loi de modernisation de l'action publique territoriale et d'affirmation des métropoles (loi MAPAM) du 27 janvier 2014 décentralise une partie de la gestion du risque (gestion des milieux aquatiques, des risques d’inondation et des « risques littoraux ») vers les territoires concernés (par les risques d’inondation, et de submersion marine) en confiant la maîtrise d’ouvrage (dès 2016), aux collectivités intercommunales. Pour financer cette « compétence GEMAPI », les collectivités concernées pourront bénéficier du produit d’une taxe assise sur les prélèvements fonciers. Les dispositions concernant les PPRI sont codifiés aux articles L.562-1 à L.562-8 et L.210-1 à L.211-1 du code de l'environnement.
Sous l’impulsion de la directive européenne inondation et depuis le 10 juillet 2014, le ministre chargé de l’écologie approuve une « stratégie nationale de gestion des risques d’inondation » (ou SNGRI). Elle insiste sur « l’importance de la préservation des milieux naturels et notamment le maintien, voire la restauration, des milieux humides », et elle inclut un plan d'action sur la gestion des zones d’expansion des crues, en lien avec le 3e « plan national d’action en faveur des milieux humides » (validé le 15 juin 2014). À cette date, 95 projets de PAPI et de confortement d'ouvrages de protection étaient labellisés par la commission mixte inondation (investissements à hauteur de plus d'un milliard d’euros (hors taxes), dont 400 millions apportés par l' « État » via le fonds de prévention des risques naturels majeurs. La SNGRI se décline dans les territoires avec des plans de gestion du risque inondation, PGRI, qui fixent les objectifs à atteindre en la matière. Les PGRI sont renouvelés tous les 6 ans. Le PPRI doit être compatible ou rendu compatible avec le PGRI.
En 2015 (mai), le CEREMA a lancé une enquête en ligne visant à « évaluer la préparation des collectivités vis-à-vis de la future GEMAPI » pour identifier des actions d'accompagnement nécessaires.
En 2016, le Cerema et l'Irstea ont ouvert un appel à partenariat pour aider une douzaine de collectivités territoriales à appliquer la Gemapi (en ciblant les établissements publics de coopération intercommunale, syndicats de bassin versant et établissements publics territoriaux de bassin (EPTB). L'aide pourra porter sur 4 thèmes : 
1. le diagnostic territorial (méthodes cartographiques et indicateurs, caractérisation des solidarités amont / aval et rural / urbain et gouvernances ;
2. l'intégration des composantes de la Gemapi (gestion restauratoire des cours d’eau, plans d’eau, des zones humides et ripisylves, dont par l’ingénierie écologique, la détermination et la gestion des systèmes d’endiguement et des barrages) ;
3. élaboration et évaluation socio-économique de projets et programmes d’action ;
4. conception de dispositifs innovants pour l’acquisition et la valorisation de données, la cartographie et l’aide à la décision[18].

## Élaboration
L'élaboration de plans de prévention des risques d'inondation est obligatoire depuis 1995. Mais en 2011, seulement 37 % des communes exposées à des crues disposent d'un plan approuvé.
Sur les 36 000 communes françaises, 7 500 sont menacées par des inondations. Les 2 000 les plus exposées comprennent 2 millions d'habitants, et le coût moyen annuel des dommages est estimé à 230 millions d'euros.
Le Centre d'études et d'expertise sur les risques, l'environnement, la mobilité et l'aménagement (CEREMA) est chargé de rédiger (en 2015) un « guide de prise en compte des milieux humides dans une approche intégrée de la prévention des inondations ».

## Principes
Comme pour chaque plan de prévention des risques, le PPRI s'appuie sur la carte des aléas et aboutit à la carte de zonage réglementaire. La carte de zonage définit trois zones :
- la « zone rouge » où, d'une manière générale, toute construction est interdite, soit en raison d'un risque trop fort, soit pour favoriser le laminage de la crue ;
- la « zone bleue » où l'on autorise les constructions sous réserve de respecter certaines prescriptions, par exemple une cote de plancher à respecter au-dessus du niveau de la crue de référence ;
- la « zone blanche », zone non réglementée car non inondable pour la crue de référence.

### Textes légaux
- Code de l'environnement, chapitre II : Plans de prévention des risques naturels prévisibles
- Code de l'urbanisme, articles L.122-1-13 et L.123-1-10
- Code forestier, chapitre V : Règles de gestion et d'exploitation forestière, article L425-1